# Dragana
Dragana (kyrillisch Драгана) ist ein serbokroatischer weiblicher Vorname, der besonders häufig bei den Serben vorkommt. Die männliche Form ist Dragan.

## Herkunft
Der Name kommt aus dem slawischen drag (lieb, teuer) und bedeutet Geliebte, Liebste, Schatz.

## Berühmte Namensträger
- Dragana Cvijić (* 1990), serbische Handballspielerin
- Dragana Mirković (* 1968), serbische Folk- und Popsängerin
- Dragana Šarić (* 1964), serbische Sängerin
- Dragana Todorović (* 1974), serbische Folk-Sängerin
- Dragana Tomašević (* 1982), serbische Diskuswerferin

## Varianten
Draga, Dragica, Dragoslava, Drahoslava, Dragost, Dražica